# Jean Sirac
Pour les articles homonymes, voir Sirac.
Jean Sirac, que l'on trouve également sous les formes de Sirac, Sirat, Siret, mort en 1482, est un chartreux du XVe siècle, évêque de Saint-Paul-Trois-Châteaux, sous le nom de Jean IV.

## Biographie
Jean Sirac (Gallia Christiana novissima), ou Sirat,, est un moine chartreux. 
Il est profès et prieur de la chartreuse Saint-Martin de Naples. Il est transféré à la chartreuse de Bellary, en Bourgogne, où il est prieur de 1467 à 1469. Il est ensuite prieur du Liget, en Touraine (Diocèse de Tours), de 1469 à 1479.
Il est nommé sur le trône de Saint-Paul-Trois-Châteaux, en 1480, sous le nom de Jean IV.
Jean Sirac meurt en 1482 (Boyer).